# Karin Herrera
Karin Larissa Herrera Aguilar (nascida na Cidade da Guatemala em 25 de julho de 1968) é uma bióloga, professora, socióloga e política guatemalteca que atualmente atua como 18.º vice-presidente da Guatemala. Filiada ao partido político Semilla, foi eleita vice-presidente ao lado do presidente Bernardo Arévalo, tendo vencido o segundo turno das eleições presidenciais de 2023.